# Альгіс Янкаускас
Альгіс Янкаускас (лит. Algis Jankauskas, нар. 27 вересня 1982, Вільнюс) — литовський футболіст, захисник клубу «Судува» і національної збірної Литви.
Чемпіон Литви. Володар Суперкубка Литви.

## Клубна кар'єра
Народився 27 вересня 1982 року в місті Вільнюс. Вихованець юнацької команди «Жальгіріса». Грав за другу команду вільнюського клубу, а в 2000 і 2002–2003 роках був гравцем іншої місцевої команди, «Полонії». В основній команді «Жальгіріса» заграв 2003 року. А вже наступного, 2004, року став гравцем російського «Амкара», в якому, утім, здебільшого грав за другу команду.
2006 року повернувся на батьківщину, ставши гравцем «Ветри». Відіграв за цей клуб з Вільнюса наступні чотири сезони своєї ігрової кар'єри. Більшість часу, проведеного у складі «Ветри», був основним гравцем захисту команди.
2010 року повернувся до «Жальгіріса». Цього разу провів у складі його команди п'ять сезонів. Граючи у складі «Жальгіріса» також здебільшого виходив на поле в основному складі команди.
До складу клубу «Судува» приєднався 2015 року.

## Виступи за збірну
2008 року дебютував в офіційних матчах у складі національної збірної Литви.

## Титули і досягнення
- Чемпіон Литви (6):

«Жальгіріс»:  2013, 2014, 2015
«Судува»:  2017, 2018, 2019
- Володар Кубка Литви (5):

«Жальгіріс»:  2011-12, 2012-13, 2013-14, 2014-15
«Судува»: 2019
- Володар Суперкубка Литви (4):

«Жальгіріс»:  2003, 2013
«Судува»:  2018, 2019